# Musique sud-coréenne en 1995
< 1994 - 1996 >
Ce qui suit est une liste d'événements et de sorties qui sont survenus en 1995 dans la musique en Corée du Sud.

## Débuts et séparation de groupe en 1995

### Débuts
- R.ef
- Se Se Se
- Turbo[1]

### Débuts en solo
- Im Chang-jung
- Jung Jae-hyung
- Tiger JK
- Kim Kyung-ho
- Kim Sung-jae
- Ryu Si-won

### Groupes réformés
- Sinawe

### Séparations
- Deux

## Sorties en 1995

### Janvier
| Titre              | Artiste    | Genre(s) |
| ------------------ | ---------- | -------- |
| Wrongful Encounter | Kim Gun-mo | K-pop    |

### Février
| Date | Intitulé | Titre | Genre(s)         |
| ---- | -------- | ----- | ---------------- |
| 1    | Mystery  | SSAW  | Fusion jazz-rock |

### Mars
| Date | Titre                    | Artiste | Genre(s)            |
| ---- | ------------------------ | ------- | ------------------- |
| 1    | The Magic of 8 Ball      | Solid   | K-pop, RnB, hip-hop |
| 1    | Rave Effect!!            | R.ef    | K-pop               |
| 28   | The Angel Who Lost Wings | Roo'ra  | Hip-hop, reggae     |

### Avril
| Date | Titre      | Artiste | Genre(s)       |
| ---- | ---------- | ------- | -------------- |
| 13   | Force Deux | Deux    | K-pop, hip-hop |

### May
| Date | Titre          | Artiste | Genre(s) |
| ---- | -------------- | ------- | -------- |
| 1    | 3rd Revolution | Noise   | K-Pop    |

### Juin
| Date | Titre     | Artiste        | Genre(s)     |
| ---- | --------- | -------------- | ------------ |
| 1    | Human     | Lee Seung-hwan | Power ballad |
| 30   | Two Two 2 | Two Two        | K-pop        |

### Juillet
| Date | Intitulé          | Artiste       | Genre(s)       |
| ---- | ----------------- | ------------- | -------------- |
| 15   | Live 199507121617 | Deux          | K-pop, hip-hop |
|      | Jungle New Style  | Park Mi-kyung | K-pop, ballade |

### Août
| Date | Titre       | Artiste | Genre(s)    |
| ---- | ----------- | ------- | ----------- |
| 1    | 매맞는 아이 | Sinawe  | Heavy metal |

### Septembre
| Date | Titre                       | Artiste    | Genre(s)    |
| ---- | --------------------------- | ---------- | ----------- |
| 1    | Tantara                     | J. Y. Park | K-pop       |
| 1    | Enter the Tiger             | Tiger JK   | Hip-hop     |
| 6    | 280 km/h Speed              | Turbo      | K-pop       |
| 15   | The Return of N.EX.T Part 2 | N.EX.T     | Heavy metal |
| 15   | Murphy's Law                | DJ DOC     | K-pop       |

### Octobre
| Date | Titre                            | Artiste                           | Genre(s)                  |
| ---- | -------------------------------- | --------------------------------- | ------------------------- |
| 1    | The [Ku:l] : Love Is..., Waiting | Cool                              | K-pop                     |
| 1    | Thermal Island                   | Kim Jong-seo                      | Rock                      |
| 1    | 김성근 작곡 힛트송 골든앨범      | Lee Mi-ja                         | Trot                      |
| 2    | Pop Song Parteners               | Seol Woon-do (feat. Kim Tae-jung) | Trot                      |
| 2    | My Favorie Songs, Vol. 1         | Seol Woon-do                      | Trot                      |
| 2    | My Favorie Songs, Vol. 2         | Seol Woon-do                      | Trot                      |
| 5    | Seo Taiji and Boys IV            | Seo Taiji and Boys                | Rap rock, rock alternatif |

### Novembre
| Date | Titre         | Artiste      | Genre(s)       |
| ---- | ------------- | ------------ | -------------- |
| 11   | As I Told You | Kim Sung-jae | K-pop, hip-hop |

### Décembre
| Date | Titre              | Artiste      | Genre(s)                |
| ---- | ------------------ | ------------ | ----------------------- |
| 1    | Breakin' the Noise | Noise        | K-Pop                   |
| 15   | Uhm Jung Hwa 2     | Uhm Jung-hwa | Ballade coréenne, K-pop |

## Mort
- Kim Sung-jae (18 avril 1972 — 20 novembre 1994) (23 ans) chanteur et rappeur (Deux (1993-1995))[10]

## Vente
| Artiste            | Album                    | Vente     |
| ------------------ | ------------------------ | --------- |
| Kim Gun-mo         | Wrongful Encounter       | 2 860 000 |
| Seo Taiji and Boys | Seo Taiji and Boys IV    | 2 400 000 |
| Roo'ra             | The Angel Who Lost Wings | 1 670 000 |
| Solid              | The Magic of 8 Ball      | 1 200 000 |

## Prix
| Artiste            | Prix               | Catégorie                    | Nomination         | Résultat |
| ------------------ | ------------------ | ---------------------------- | ------------------ | -------- |
| Roo'ra             | Seoul Music Awards | Grand Prix (Daesang)         | Roo'ra             | Lauréat  |
| Kim Gun-mo         | Golden Disc Awards | Album de l'année (Daesang)   | Wrongful Meeting   | Lauréat  |
| Noise              | Golden Disc Awards | Album de l'année (Bonsang)   | Noise              | Lauréat  |
| Kim Jong-seo       | Golden Disc Awards | Album de l'année (Bonsang)   | Kim Jong-seo       | Lauréat  |
| R.ef               | Golden Disc Awards | Album de l'année (Bonsang)   | R.ef               | Lauréat  |
| Kim Gun-mo         | Golden Disc Awards | Album de l'année (Bonsang)   | Kim Gun-mo         | Lauréat  |
| Clon               | Golden Disc Awards | Album de l'année (Bonsang)   | Clon               | Lauréat  |
| Seol Woon-do       | Golden Disc Awards | Album de l'année (Bonsang)   | Seol Woon-do       | Lauréat  |
| Tae Jin-ah         | Golden Disc Awards | Album de l'année (Bonsang)   | Tae Jin-ah         | Lauréat  |
| Park Mi-kyung      | Golden Disc Awards | Album de l'année (Bonsang)   | Park Mi-kyung      | Lauréat  |
| Shin Hyo-beom      | Golden Disc Awards | Album de l'année (Bonsang)   | Shin Hyo-beom      | Lauréat  |
| Solid              | Golden Disc Awards | Album de l'année (Bonsang)   | Solid              | Lauréat  |
| Sung Jin-woo       | Golden Disc Awards | Prix du stagiaire de l'année | Sung Jin-woo       | Lauréat  |
| Seo Taiji and Boys | Golden Disc Awards | Prix de popularité           | Seo Taiji and Boys | Lauréat  |
| Lee Mi-ja          | Golden Disc Awards | Prix d'excellence            | Lee Mi-ja          | Lauréat  |
| Sa Maeng-seok      | Golden Disc Awards | Prix du producteur (Daesang) | Line Sound         | Lauréat  |
| Green Area         | Golden Disc Awards | Prix d'encouragement         | Green Area         | Lauréat  |
| Seo Taiji and Boys | MBC Gayo Daejejeon | Meilleure chanson populaire  | Come Back Home     | Lauréat  |